# Valentinskirche (Preschen)
Die Valentinskirche ist das Kirchengebäude im Ortsteil Preschen der Gemeinde Neiße-Malxetal im Landkreis Spree-Neiße in Brandenburg. Es gehört der Kirchengemeinde Groß Kölzig im Kirchenkreis Cottbus der Evangelischen Kirche Berlin-Brandenburg-schlesische Oberlausitz. Das Gebäude ist als Baudenkmal in der Denkmalliste des Landes Brandenburg eingetragen.

## Geschichte und Architektur
Die ehemalige Wallfahrtskirche wurde im späten 14. oder frühen 15. Jahrhundert gebaut und ist eine Feldsteinkirche mit Eckquaderungen aus Raseneisensteinen im Stil der Spätgotik. An der Nordseite entstand kurz danach eine Sakristei mit Tonnengewölbe. Im Jahr 1717 wurden im Rahmen einer barocken Erweiterung des Bauwerks vor dem Süd- und dem Westportal der Kirche Vorhallen aus Fachwerk angebaut und die Fenster vergrößert. Von der Dreifenstergruppe an der Ostwand wurde das mittlere Fenster im Originalzustand erhalten. Die Kirche ist turmlos, das Kirchenschiff ist mit einem Satteldach überzogen. An der Südwand liegt ein mit Eisen beschlagenes Spitzbogenportal. Im Jahr 1980 wurde die Kirche saniert. Der hölzerne Glockenturm steht neben der Kirche.
Der Innenraum des Kirchenschiffs ist flachgedeckt, an der Wand im Bereich des Chors sind von Ranken gerahmte gotische Wandmalereien aus den 1440er-Jahren erhalten, unter anderem die Anbetung der Könige, der Tod der Maria Magdalena, die Passion Jesu sowie überlebensgroße Figuren mehrerer Heiliger, die unter anderem den heiligen Christophorus zeigen.

## Ausstattung
Zur Ausstattung gehört ein hölzerner Altaraufsatz aus der Zeit um 1700; das Altargemälde, das den gekreuzigten Jesus zeigt, wurde 1817 angefertigt. In der Kirche stehen zwei Grabsteine, ein Kindergrabstein aus dem Jahr 1698 und ein Inschriftgrabstein für George Heinrich von Lawald aus dem Jahr 1706. Die Orgel in der Kirche wurde 1927 von Gustav Heinze aus Sorau gebaut, das Instrument hat sieben Register auf zwei Manualen und dem Pedal.

## Kirchliche Zugehörigkeit
Zur ehemaligen Kirchengemeinde Preschen gehörten neben dem Pfarrort Preschen auch die Dörfer Gosda II, Jerischke, Raden und Zschorno. Laut Arnošt Muka fanden Ende des 18. Jahrhunderts vermutlich noch sorbischsprachige Gottesdienste statt, die jedoch vor 1823 eingestellt wurden. Von 1998 bis 2020 gehörte Preschen zum Kirchenkreis Senftenberg-Spremberg in der Evangelischen Kirche in Berlin-Brandenburg bzw. seit 2004 der Evangelischen Kirche Berlin-Brandenburg-schlesische Oberlausitz. Nach der Auflösung des Kirchenkreises Senftenberg-Spremberg wechselte Preschen zum Kirchenkreis Cottbus.